# Alice Cary

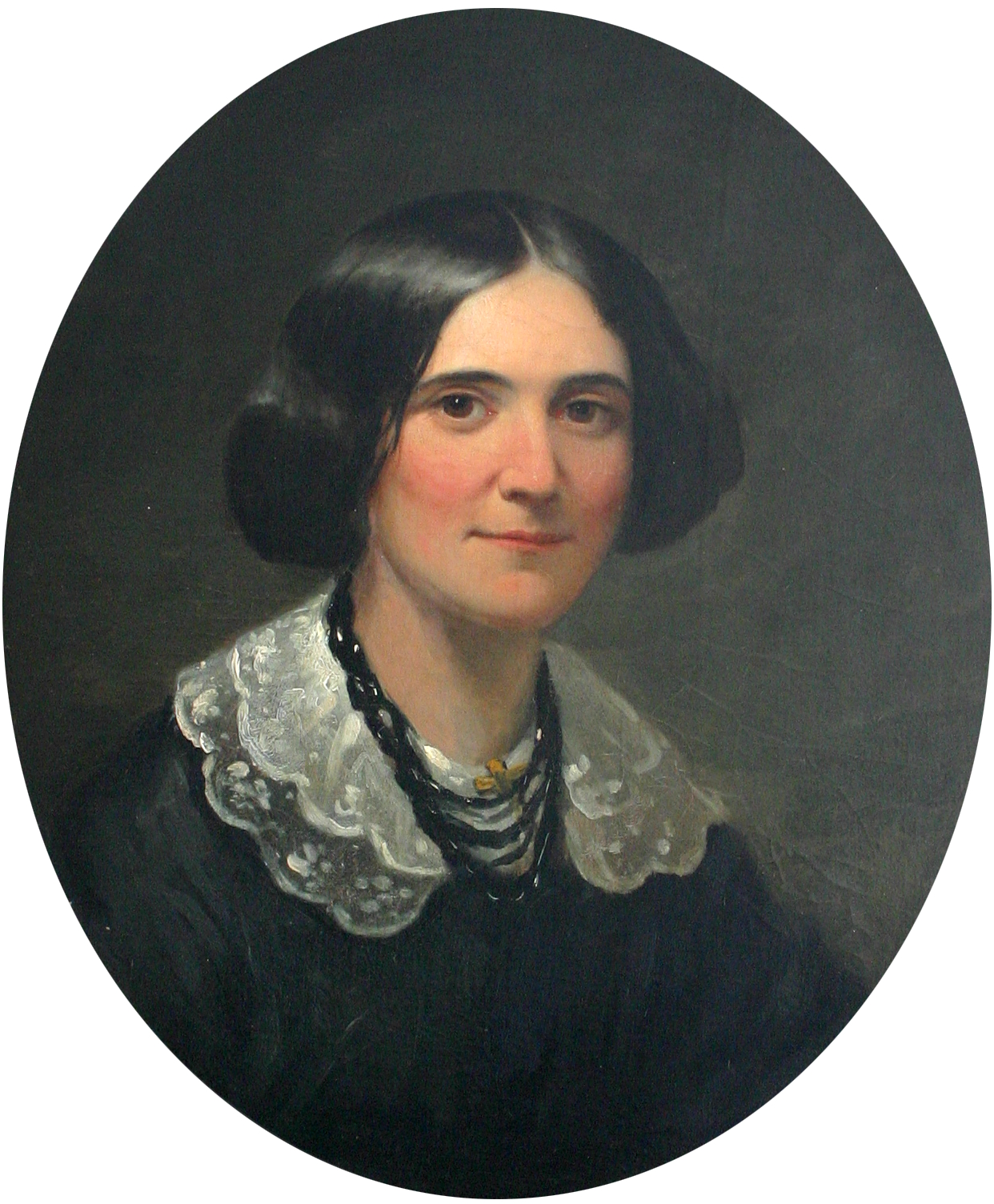
1850 retrato de Alice Cary en la ciudad de Nueva York que cuelga en la casa de su infancia en North College Hill, Ohio

Alice Cary (26 de abril de 1820  –    12 de febrero de 1871) fue una poeta estadounidense, y la hermana mayor del poeta Phoebe Cary (1824-1871). 

## Biografía

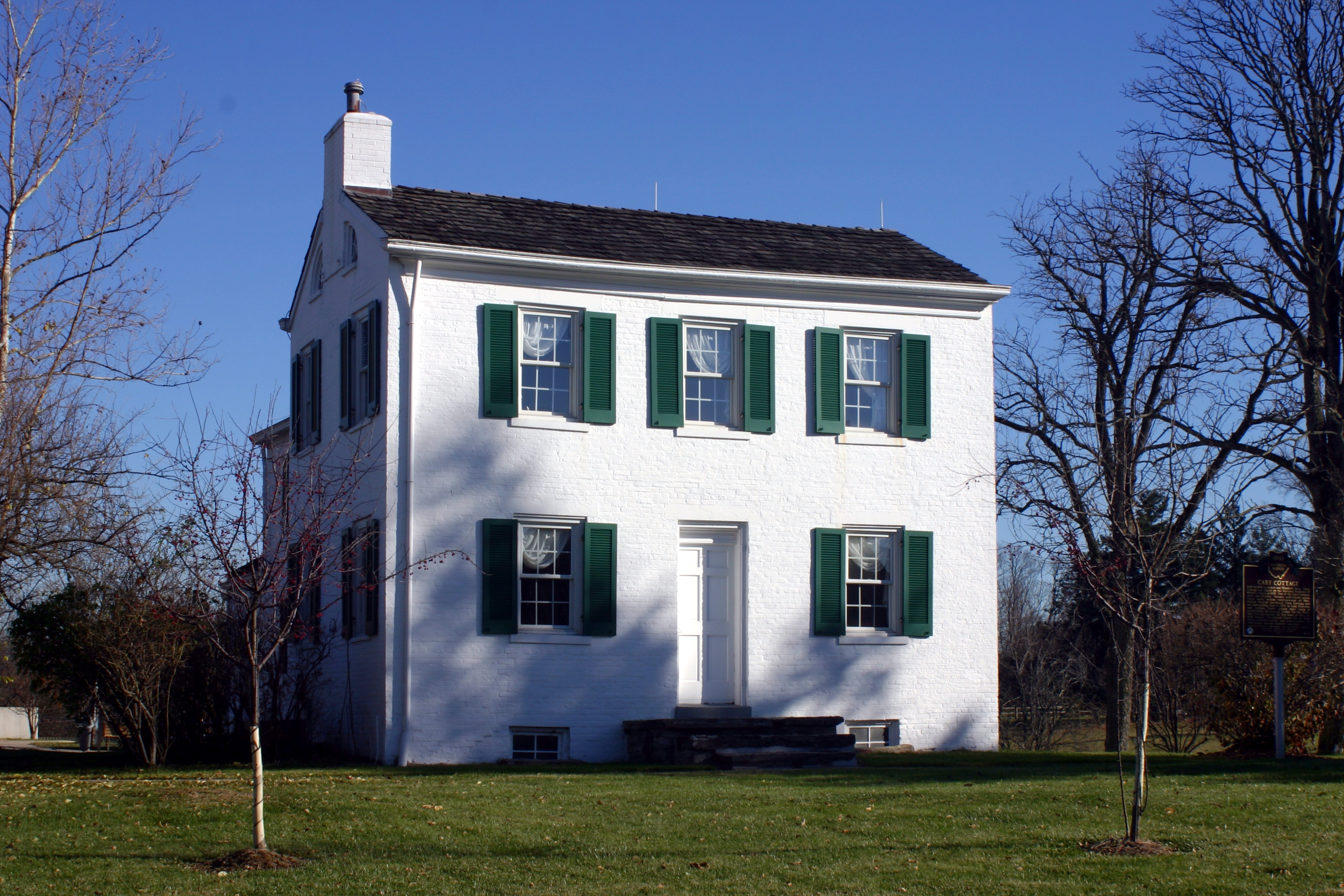
Cary Cottage, hogar de la infancia de Alice y Phoebe Cary cerca de Cincinnati, Ohio

Alice Cary nació el 26 de abril de 1820 en Mount Healthy (Ohio), frente al río Miami, cerca de Cincinnati . Sus padres vivían en una granja comprada por Robert Cary en 1813 en lo que ahora es North College Hill (Ohio) . A esta granja la llamó Granja Clovernook y estaba compuesta por 11 hectáreas. La granja estaba 10 millas (16,1 km) al norte de Cincinnati, a una buena distancia de las escuelas, y el padre no podía darse el lujo de dar a su gran familia de nueve hijos una muy buena educación. Pero a Alice y a su hermana Phoebe les gustaba leer y estudiaban todo lo que podían. 
Si bien las hermanas se criaron en un hogar universalista y tenían puntos de vista políticos y religiosos que eran liberales y reformistas, a menudo asistían a servicios metodistas, presbiterianos y congregacionalistas y eran amistosas con ministros de todas estas denominaciones y otras. 
Cuando Alice tenía 17 años y Phoebe 13, comenzaron a escribir versos, que se imprimían en periódicos. Su madre había muerto en 1835, y dos años después su padre se volvió a casar. Su madrastra era totalmente antipática con respecto a las aspiraciones literarias de Alice y Phoebe. Por su parte, mientras las hermanas estaban listas y dispuestas a ayudar en toda su fuerza en el trabajo doméstico, persistieron en la determinación de estudiar y escribir cuando se terminaba el trabajo del día. A veces se les negaba el uso de velas en la medida de sus deseos, y el dispositivo de un platillo de manteca de cerdo con un poco de trapo como mecha era su única luz después de que el resto de la familia se había retirado.
El primer poema principal de Alicia, "El niño del dolor", se publicó en 1838 y fue elogiado por críticos influyentes como Edgar Allan Poe, Rufus Wilmot Griswold y Horace Greeley . Alice y su hermana fueron incluidas en la influyente antología The Female Poets of America preparada por Rufus Griswold. Griswold alentó a los editores a presentar una colección de poesía de las hermanas, incluso pidiéndole a John Greenleaf Whittier que proporcionara un prefacio. Whittier se negó, creyendo que su poesía no necesitaba su respaldo, y también notó una aversión general por los prefacios como un método para "pasar por ayuda de un nombre conocido, lo que de otro modo no pasaría corriente". En 1849, un editor de Filadelfia aceptó el libro, Poems of Alice and Phoebe Cary, y Griswold escribió el prefacio, sin firmar. En la primavera de 1850, Alice y Griswold a menudo se correspondían a través de cartas que a menudo eran coquetas. Esta correspondencia terminó en el verano de ese año.
La antología hizo que Alice y Phoebe fueran conocidas, y en 1850 se mudaron a la ciudad de Nueva York, donde se dedicaron a escribir y obtuvieron mucha fama. Allí, también organizaron recepciones los domingos por la noche que atrajeron a figuras notables como PT Barnum, Elizabeth Cady Stanton, John Greenleaf Whittier, Horace Greeley, Bayard Taylor y su esposa, Richard y Elizabeth Stoddard, Robert Dale Owen, Oliver Johnson, Mary Mapes Dodge, Sra. Croly, señora Victor, Edwin H. Chapin, Henry M. Field, Charles F. Deems, Samuel Bowles, Thomas B. Aldrich, Anna E. Dickinson, George Ripley, Madame Le Vert, Henry Wilson, Justin McCarthy; en resumen, todos los nombres contemporáneos notables en los diferentes departamentos de literatura y arte podrían agregarse a la lista.
Alice escribió para Atlantic Monthly, Harper's, Putnam's Magazine, New York Ledger, The Independent y otras publicaciones literarias. Sus artículos, ya sea en prosa o poesía, se reunieron posteriormente en volúmenes que fueron bien recibidos en los Estados Unidos y en el extranjero. También escribió novelas y poemas que no aparecieron por primera vez en publicaciones periódicas. Entre sus obras en prosa estaban The Clovernook Children y Snow Berries, un libro para jóvenes . 

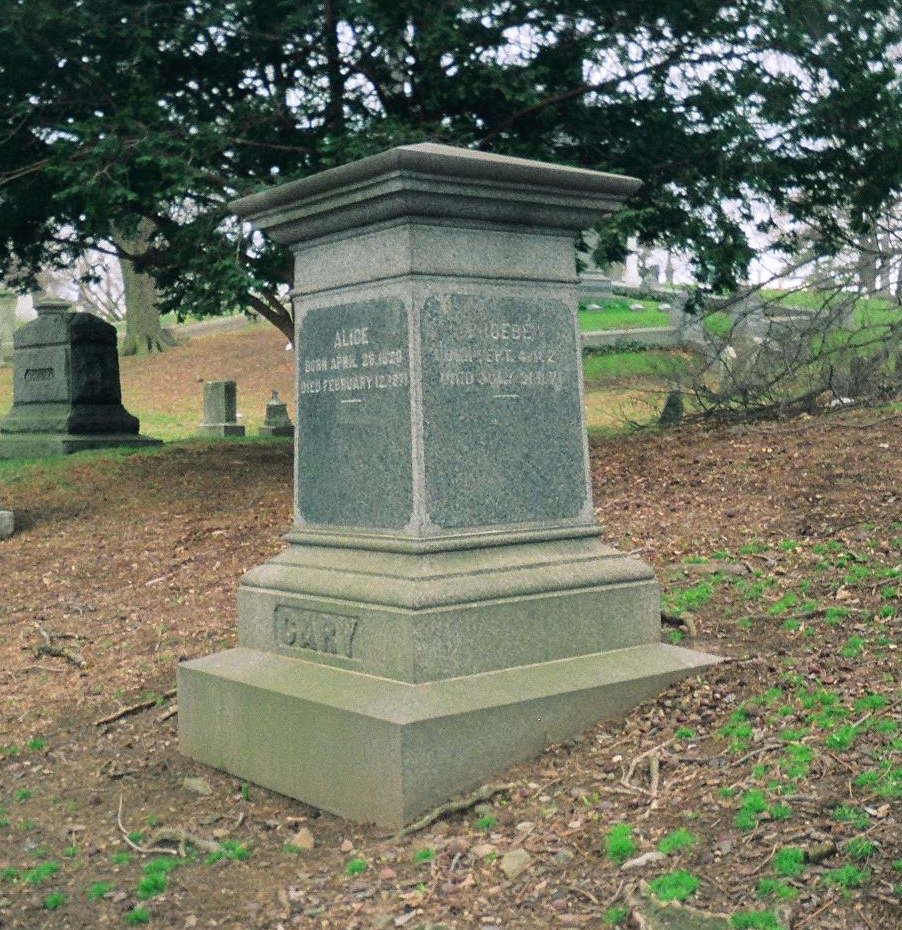
Tumba de las hermanas Cary e el cementerio de Green-Wood en Brooklyn.

Alice murió de tuberculosis en 1871 en Nueva York a los 51 años. Los portadores de féretros en su funeral incluyeron a PT Barnum y Horace Greeley. Alice Cary está enterrada junto a su hermana Phoebe en el cementerio de Green-Wood en Brooklyn, Nueva York. 
The Cary Home se encuentra hoy en el lado este de Hamilton Avenue ( US 127 ), en el campus del Centro Clovernook para Ciegos y Personas con discapacidad visual en North College Hill. 

## Trabajos
- Poemas de Alicia y Phoebe Cary (1849)
- Un memorial de Alicia y Phoebe Cary con algunos de sus poemas posteriores, compilado y editado por Mary Clemmer Ames (1873)
- Los últimos poemas de Alicia y Phoebe Cary, compilados y editados por Mary Clemmer Ames (1873)
- Baladas para gente pequeña de Alice y Phoebe Cary, compiladas y editadas por Mary Clemmer Ames (1873)

Nota: En los primeros volúmenes, "Cary" se deletreaba "Carey" en los libros de Phoebe y Alice Cary, y las ediciones y volúmenes posteriores cambiaron la ortografía a "Cary". 